# Exorista pertinax
Exorista pertinax là một loài ruồi trong họ Tachinidae.